# Кюнцер, Ниа
Ни́а Тшолофело Кю́нцер (нем. Nia Tsholofelo Künzer; род. 18 января 1980, Мочуди) — немецкая футболистка, выступавшая на позиции полузащитника. Выступала за сборную Германии. Чемпион мира (2003).

## Ранние годы
Ниа Кюнцер родилась в Мочуди, где её родители работали организаторами помощи развития Ботсваны. Имя «Ниа» на суахили дословно переводится, как «я хочу», а «Тшолофело» в переводе с тсвана означает «надежда». Детство провела в городе Вецлар в Гессене.

## Карьера

### Клубная
Бо́льшую часть клубной карьеры провела в футбольном клубе «Франкфурт. В составе команды Кюнцер стала трёхкратным обладателем кубка УЕФА (2001/02, 2005/06, 2007/08), четырёхкратным чемпионом Германии (1998/99, 2000/01, 2001/02, 2002/03) и пятикратным победителем кубка Германии (2003/04, 2004/05, 2001/02, 2002/23, 2007/08).

### В сборной
27 мая 1997 года дебютировала в составе основной национальной сборной в матче против Дании. Первый гол забила 25 октября 2001 года в ворота сборной Португалии. Ниа Кюнцер также стала автором «золотого гола» в ворота сборной Швеции в финале чемпионата мира 2003. В составе сборной стала чемпионом мира (2003).

## Достижения

### Клубные

#### «Франкфурт»
- Кубок УЕФА: победитель (3) 2001/02, 2005/06, 2007/08
- Чемпионат Германии: чемпион (4) 1998/99, 2000/01, 2001/02, 2002/03
- Кубок Германии: победитель (5) 2003/04, 2004/05, 2001/02, 2002/23, 2007/08

### В сборной
- Чемпионат мира: победитель 2003